# Willy Desaeyere
Willy Desaeyere (Antwerpen, 5 augustus 1942 – Opitter, 26 november 2018) was een Belgisch volksvertegenwoordiger en hoogleraar.

## Levensloop
Desaeyere stuurde handels- en financiële wetenschappen in Antwerpen en werd in 1971 doctor in de economische wetenschappen aan de Katholieke Universiteit Leuven. In 1970 werd hij docent aan de Economische Hogeschool Limburg, de huidige Universiteit Hasselt.
Hij had politieke sympathieën voor de Volksunie en verzorgde vanaf 1968 gratis diensten aan de studiedienst van de partij. Vanaf 1973 was hij effectief lid van de VU. Voor de partij was hij van 1977 tot 1982 gemeenteraadslid van Zutendaal en van 1983 tot 1988 gemeenteraadslid van Hasselt. Ook zetelde hij van mei 1977 tot december 1987 voor het arrondissement Hasselt in de Kamer van volksvertegenwoordigers. In de periode mei 1977-oktober 1980 zetelde hij als gevolg van het toen bestaande dubbelmandaat ook in de Cultuurraad voor de Nederlandse Cultuurgemeenschap, die op 7 december 1971 werd geïnstalleerd. Vanaf 21 oktober 1980 tot december 1987 was hij lid van de Vlaamse Raad, de opvolger van de Cultuurraad en de voorloper van het huidige Vlaams Parlement.
Toen hij bij de verkiezingen van 1987 niet herkozen werd, verliet Desaeyere de actieve politiek en legde hij zich vanaf dan toe op zijn academische loopbaan. In 1991 werd hij benoemd tot hoogleraar aan de Universiteit Hasselt, bij de vakgroep "economie". Op 25 april 2007 ging hij met emeritaat, met de afscheidsrede getiteld Mentale fitnessraining: vijf trucs uit de zwarte doos; een verwijzing naar zijn boek De zwarte doos: problemen oplossen. Nadat hij met emeritaat was gegaan, bleef Desaeyere nog wel tot 30 september 2008 aan de Universiteit Hasselt verbonden als gastprofessor in de Economie.
Op 26 november 2018 overleed Desaeyere op 76-jarige leeftijd.